# Icon (linguaggio di programmazione)
Icon è un linguaggio di programmazione ad alto livello ad esecuzione basata su goal e molte utilità per la gestione di stringhe e pattern testuali. È un successore di SNOBOL e SL5, entrambi linguaggi di programmazione orientati alle stringhe. Icon non è orientato agli oggetti, ma ne esiste un'estensione a oggetti chiamata Idol e sviluppata nel 1996, in seguito evoluta nel linguaggio Unicon.